# Bruno Tesch
Bruno Tesch (ur. 14 sierpnia 1890 w Berlinie, zm. 16 maja 1946 w Hamburgu) – niemiecki chemik, członek NSDAP i SS, zbrodniarz wojenny. Jeden z dyrektorów firmy Tesch & Stabenow (Testa) zaopatrującej obozy koncentracyjne w Cyklon B.

## Życiorys
Po zdaniu matury w 1910 roku podjął studia z fizyki i matematyki na Uniwersytecie w Getyndze. Wraz ze skończeniem studiów w 1914 roku, wstąpił w szeregi wojska i brał udział w I wojnie światowej. W wyniku odniesionych ran na froncie, został przeniesiony do służby u boku Fritza Habera na Kaiser-Wilhelm-Gesellschaft, gdzie zajmował się rozwojem nowych typów broni chemicznej. Pracował na tej uczelni do roku 1920. Następnie pracował jako kierownik berlińskiej sekcji firmy Degesch. W 1924 r. został współzałożycielem spółki Tesch & Stabenow. Zajmowała się ona fumigacją magazynów i statków towarowych. Miała też wyłączność na dostarczanie cyklonu B na obszar położony na wschód od Łaby. W 1933 r. wstąpił do partii nazistowskiej oraz do SS. 
W czasie II wojny światowej jego firma dostarczała cyklon B do obozów koncentracyjnych. W 1945 r. został aresztowany i stanął przed Brytyjskim Trybunałem Wojskowym w Hamburgu wraz z 2 innymi dyrektorami Testy. Proces toczył się od 17 września do 15 listopada 1945. Tesch oraz Karl Weinbacher zostali uznani winnymi i skazani na karę śmierci (trzeci z oskarżonych, Joachim Drosihn, został uniewinniony). Wyrok wykonano następnego dnia po ogłoszeniu.